# ام۴۸ پاتون
ام۴۸ پاتون یک تانک متوسط آمریکایی بود که سومین و آخرین تانکی به شمار می‌رفت که به نام ژنرال جرج پاتون فرمانده سپاه سوم ایالات متحده در جنگ جهانی دوم و از هواداران کاربرد تانک در میدان نبرد، نامگذاری شد. البته ام۶۰ تانکی که بعد از ام۴۸ طراحی و تولید شد هم به طور غیر رسمی ام۶۰ پاتون نامیده می‌شود. طراحی ام۴۸ بر اساس پیشرفت و توسعه ام۴۷ پاتون تانک متوسط قبلی آمریکایی ها صورت گرفت و شباهت ظاهری زیادی با آن دارد اما از نظر ساختار کلی تانکی متفاوت و مستقل است.

## تاریخچه
ام۴۸ در واقع یک تانک موقت بود تا زمانی که طرح نخستین تانک اصلی میدان نبرد آمریکایی‌ها یعنی ام۶۰ نهایی شده و به تولید برسد. در دوران پس از جنگ جهانی دوم تقریباً تمام کشورها ایدهٔ استفاده از تانک‌های ِ سبک، متوسط، سنگین و فوق سنگین را کنار گذارده و جذب ایدهٔ طراحی و استفاده از فقط یک نوع تانک شده بودند که قدرت انجام تمامی مأموریت‌های انواع مختلف تانک‌ها را داشته باشد. این طبقه جدید از تانک‌ها تانک اصلی میدان نبرد (main battle tank به‌اختصار MBT) نامیده می‌شدند.
البته ام۴۸ که با ورود خود جایگزین تانک‌های متوسط ام۴ شرمن و ام۴۷ پاتون شده بود، حتی بعد از ورود ام۶۰ در سال ۱۹۶۱ نیز به خدمت نظامی خود ادامه داد و در نقش ِ تانک اصلی میدان نبرد در خدمت نیروی زمینی و تفنگداران دریایی آمریکا در جنگ ویتنام بود. تعدادی از آن‌ها با بهینه‌سازی‌ها و اصلاحات مستمری که در طول سال‌ها بر روی آن‌ها انجام شد توانستند تا دهه ۱۹۸۰ در ارتش آمریکا به فعالیت خود ادامه دهند و هنوز نیز در برخی ارتش‌ها در خدمت فعال نظامی قرار دارند. آخرین بهینه‌سازی ام۴۸ در ارتش آمریکا ام۴۸آ۵ نام داشت که از توپ و مهمات استاندارد ۱۰۵ میلی‌متری ام۶۰ استفاده می‌کرد. البته سلاح اصلی ام۴۸ توپ ۹۰ میلی‌متری بود.
طرح ام۴۸ در سال ۱۹۵۲ نهایی شد، زمانی که دو سال از ورود به خدمت و آغاز تولید انبوه تانک معروف شوروی‌ها تی-۵۴ می‌گذشت و برتری آن بر ام۴۷ مشخص شده بود. پاسخ آمریکایی‌ها به تی-۵۴ از یک سیستم کنترل آتش پیشرفته و توپ پرشتاب ۹۰ م‌م (۱۰ م‌م کمتر از تی-۵۴) با دقت شلیک اول بالا بهره می‌برد و وزن آن حدود ۴۵ تا ۵۰ تن بود.
بین سال‌های ۱۹۵۲ تا ۱۹۵۹ در مجموع ۱۱٫۷۰۳ عراده ام۴۸ تولید شد. برد عملیاتی مدل اول ام۴۸ بسیار کم بود و با یک بار سوخت‌گیری فقط می‌توانست حداکثر ۱۱۰ کیلومتر را بپیماید به همین جهت در مدل ام۴۸-آ۲ موتور بنزینی جدیدی برای آن طراحی شد. در سال ۱۹۶۸ ام۴۸های فعال ارتش آمریکا به مدل ام۴۸-آ۳ ارتقا پیدا کردند. در این مدل موتور این تانک‌ها با یک موتور دیزلی تعویض شده بود چراکه موتور بنزینی بسیار مستعد انفجار بود. در دهه ۱۹۷۰ خانواده موتورهای دیزلی ای‌وی‌دی‌اس (AVDS 1790 2C/2D) تحولی را در قوای محرکهٔ نه تنها ام۴۸ بلکه بسیاری از تانک‌های دیگر غربی ایجاد کردند؛ از جمله انواع بازسازی‌شده آام‌ایکس-۳۰ فرانسوی، ام۴۷های آمریکایی ارتش ایران و پاکستان، انواع بهینه‌شده سنچوریون‌های بریتانیایی، و جدیدترین مدل ام۶۰ یعنی ام۶۰آ۳.
تلفات سنگین و غیرمنتظره تانک‌های اسرائیلی در جنگ ۱۹۷۳ یوم کیپور که تعدادی از آن‌ها نیز ام۴۸ بودند باعث شد تا آمریکایی‌ها به سرعت تعدادی از ام۶۰های خود را برای بازسازی قوای زرهی اسرائیل به این کشور ارسال کنند و برای حل معضل موقتی کمبود تانک تصمیم به بازسازی ام۴۸های خود بر اساس استانداردهای ام۶۰ گرفتند. ۲ هزار ام۴۸ به این مدل جدید که ام۴۸-آ۵ نام داشت، بازسازی شدند و سلاح و موتور مشابه با ام۶۰ها داشتند اما حفاظت زرهی آن‌ها در حد ام۶۰ نبود.
سیستم کنترل آتش ام۴۸-آ۳ وقتی که برای نخستین بار در دهه ۱۹۶۰ برای مقابله با تانک‌های شوروی در اروپا مستقر شدند در ایده‌آل‌ترین شرایط خود بود. یک خدمه تانک با تجربه با کار گروهی عالی قادر بود که شلیک اول را به احتمال ۹۰ درصد به هدف برساند. در آزمایش‌ها این تانک‌ها قادر بودند تا در حالی‌که با سرعت ۲۰ کیلومتر بر ساعت در حال حرکت هستند، توقف کرده، هدف را شناسایی و با شلیک اول هدف را در فاصله ۲ هزار متری منهدم کنند و کل این تمرین فقط ۷ ثانیه به طول می‌کشید. البته این سیستم کنترل آتش مجهز و پیچیده در جنگ ویتنام کاملاً بی‌استفاده بود. به همین جهت بسیار اتفاق می‌افتاد که توپچی تانک از برجک خارج شده و با یک تفنگ ام۱۶ یا نارنجک‌انداز ام۷۹ دفاع نزدیک را انجام دهد. ضمن اینکه قرار گرفتن بر روی برجک باعث محافظت بیشتر سربازان از مین‌های احتمالی هم می‌شد.

## کاربران

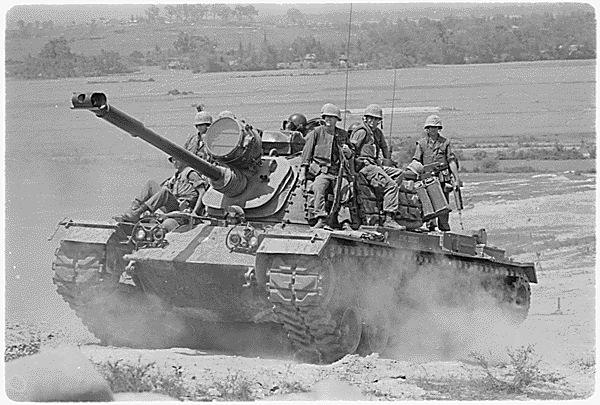
ام۴۸ سپاه دریایی آمریکا در ویتنام، ۱۹۶۶

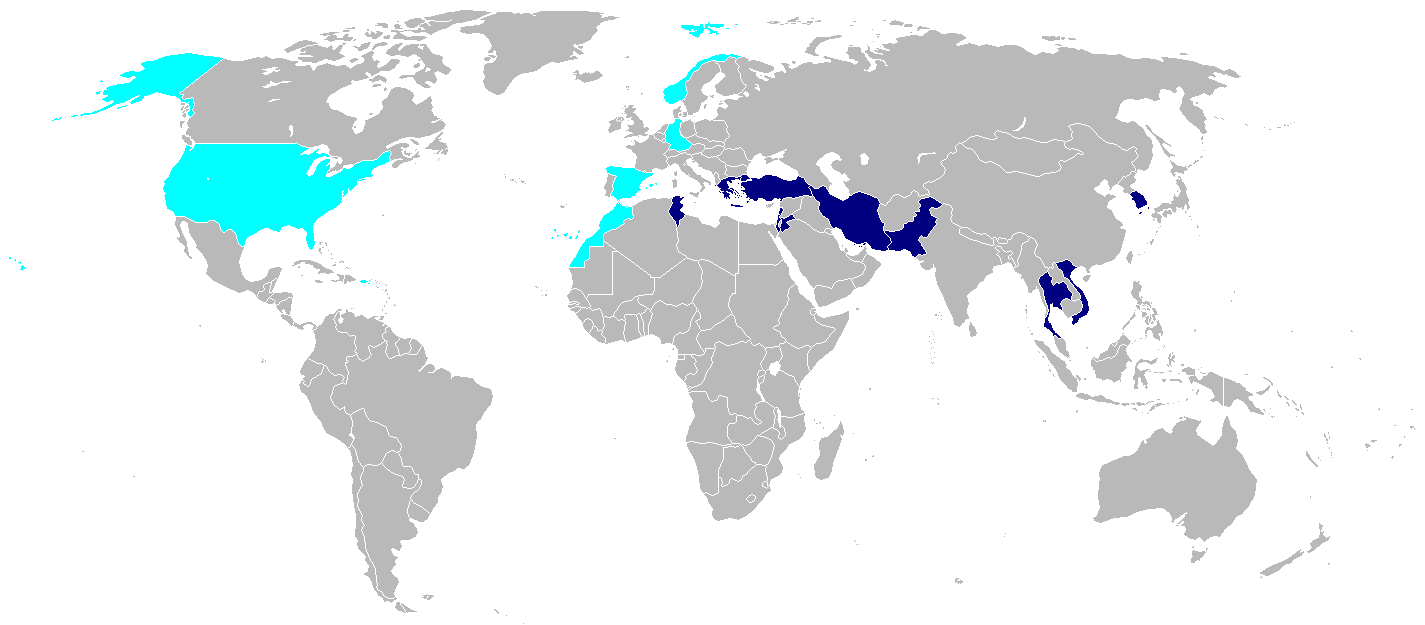
کاربران کنونی: سرمه‌ای، سابق: آبی روشن.

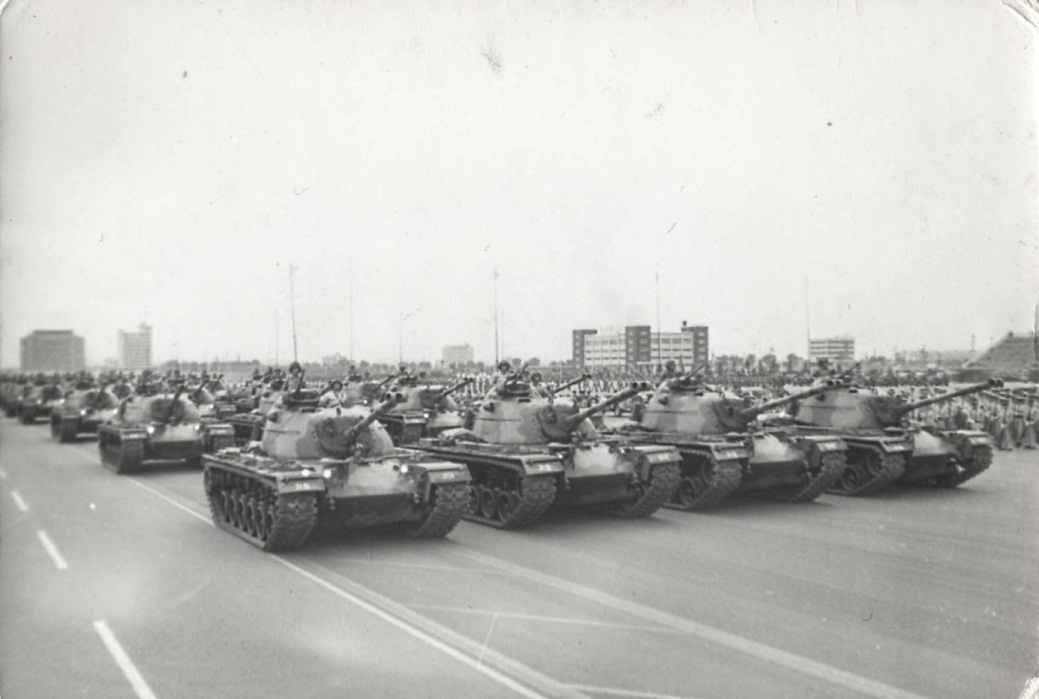
رژه نظامی ارتش کره جنوبی، ۱۹۷۳

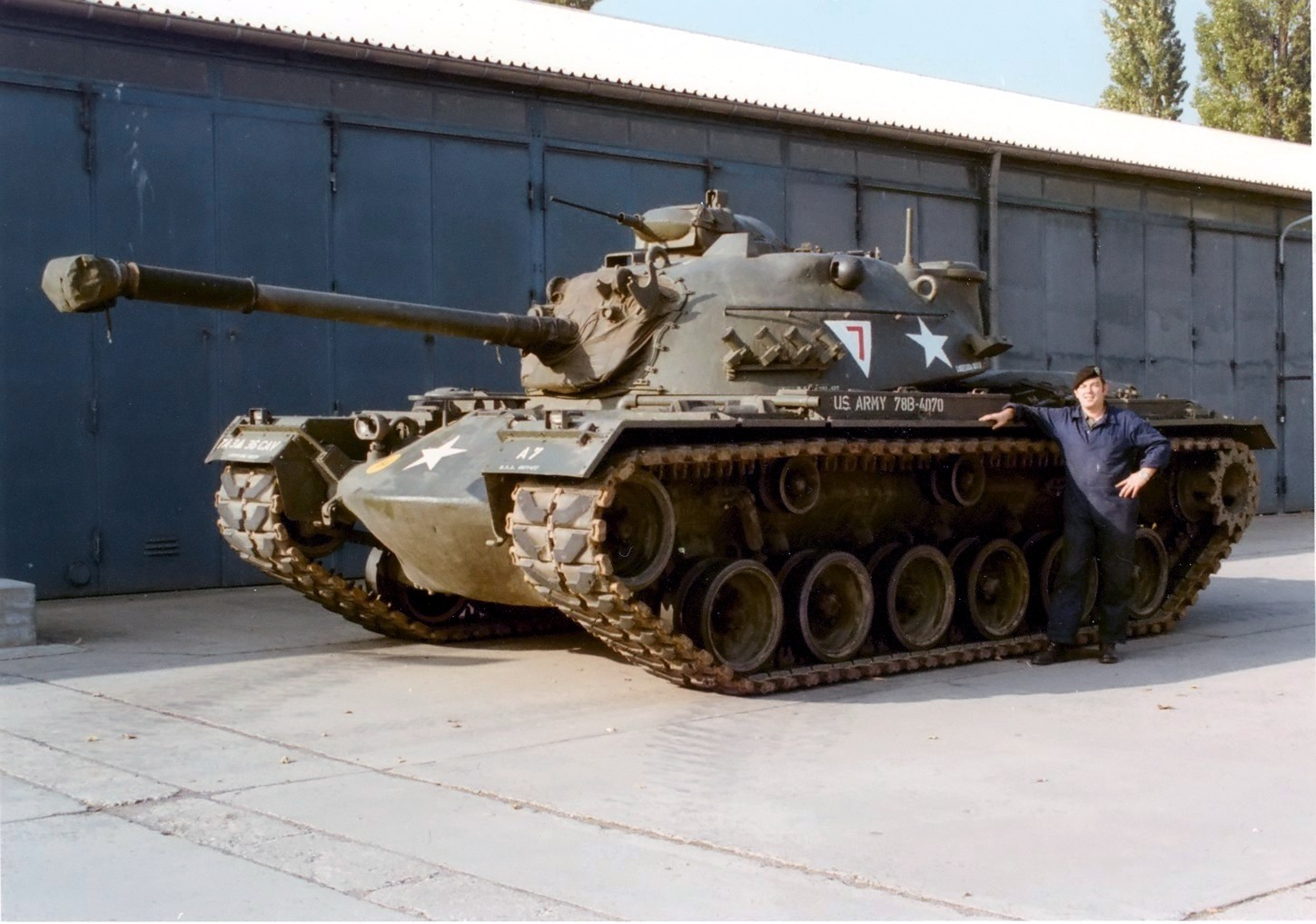
یک ام۴۸آ۲ که راهی موزه می‌شود.

### کنونی
- یونان: ۳۹۰ عراده آ۵ مولف (مدل بهینه‌شده بومی) به همراه ۸۰ عراده آ۵ در نیروهای یونان در قبرس
- ایران: ۸۰ عراده. (ارتقا تانک های ام۴۷ پاتون و ارتقا آنها به استاندارد ام۴۸ پاتون در صنایع مسجد سلیمان)
- اسرائیل: ۵۶۱ عراده مدل ماگاچ ۵ گولان (مدل بهینه‌شده بومی).[۲]
- اردن: ۲۰۰ عراده.
- کره جنوبی: ۳۸۰ عراده آ۳کا (مدل بهینه‌شده بومی) و ۵۰۰ عراده آ۵کا (مدل بهینه‌شده بومی) (در آینده نزدیک با تانک بومی کا۲ پلنگ سیاه جایگزین خواهند شد)
- لبنان: ۱۰۴ عراده مدل آ۱ و آ۵.
- مراکش: ۳۰۰ عراده مدل آ۵.
- پاکستان: ۳۴۵ عراده مدل آ۵.
- تایوان: ۴۵۰ عراده سی‌ام-۱۱ و ۱۰۰ عراده سی‌ام-۱۲ (مدل‌های بهینه‌شده بومی).[۳]
- تایلند: ۱۵۰ عراده مدل آ۵
- ترکیه: ۷۵۸ عراده آ۵تی۲ (مدل بهینه‌شده بومی) در خدمت فعال نظامی. ۲۲۵۰ عراده از مدل‌های دیگر از خدمت خارج شده.

### پیشین
- لبنان:

نیروهای لبنانی: ۲۶ عراده ام۴۸-آ۵ بین سال‌های ۱۹۸۴ تا ۱۹۹۰
 حزب سوسیالیست ترقی‌خواه: ۷ ام۴۸-آ۵ بین سال‌های ۱۹۸۴ تا ۱۹۹۰
سپاه جنوب لبنان: ۷ ام۴۸-آ۵ بین سال‌های ۱۹۸۴ تا ۱۹۹۰
- نروژ: ۳۸ عراده ام۴۸آ۵. با لئوپارد جایگزین شد.
- پرتغال: با ام۶۰ و لئوپارد۲ جایگزین شد.
- ویتنام جنوبی: ۲۰ عراده (به جمهوری سوسیالیستی ویتنام رسید).
- اسپانیا: ۱۶۴ عراده ام۴۸آ۵ئی.
- تونس: ۲۸ عراده.
- ایالات متحده آمریکا : با ام۶۰ و ام۱ آبرامز جایگزین شد.
- آلمان غربی : با لئوپارد۱ و لئوپارد۲ جایگزین شد.
- ویتنام:۲۰ عراده. به دلیل نبود قطعات یدکی از خدمت خارج شد.